# Salzburgi Érsekség
A Salzburgi Érsekség (németül: Erzstift Salzburg vagy Erzbistum Salzburg) egy történelmi államalakulat volt, mely 1328 és 1803 között állt fenn. Élén a Salzburgi érsek állt.

## Története
1500-tól a Bajor körzethez tartozott.
A hercegérsekek (latinul: archiepiscopus et princeps) világi hatalma 1803-ig tartott (szekularizáció), majd Habsburg–Lotaringiai Ferdinánd választófejedelem lett az Salzburgi Hercegség uralkodója.

## Salzburgi érsekek

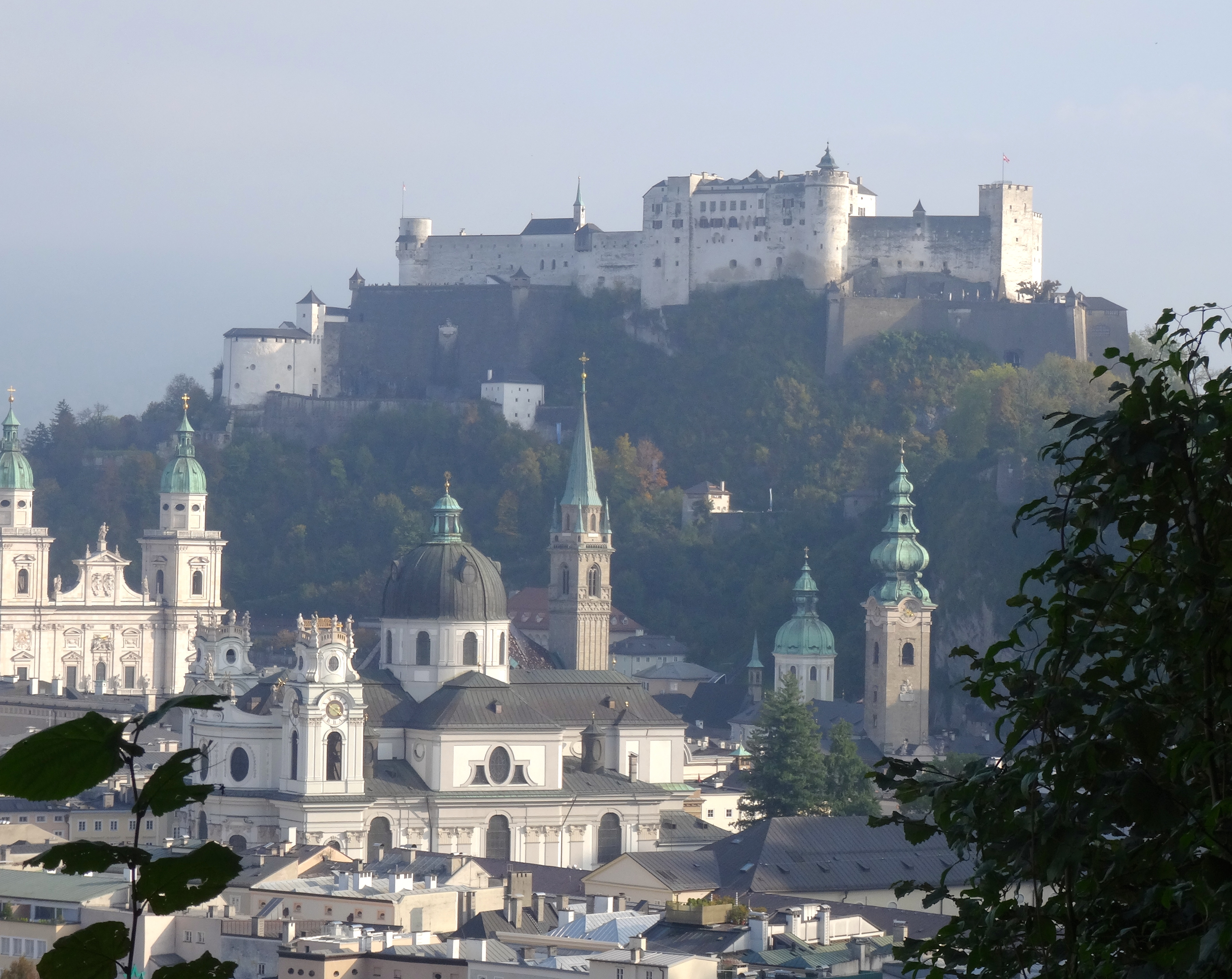
dóm-, egyetemi, plébánia- és alapítványi templom, fenn a vár
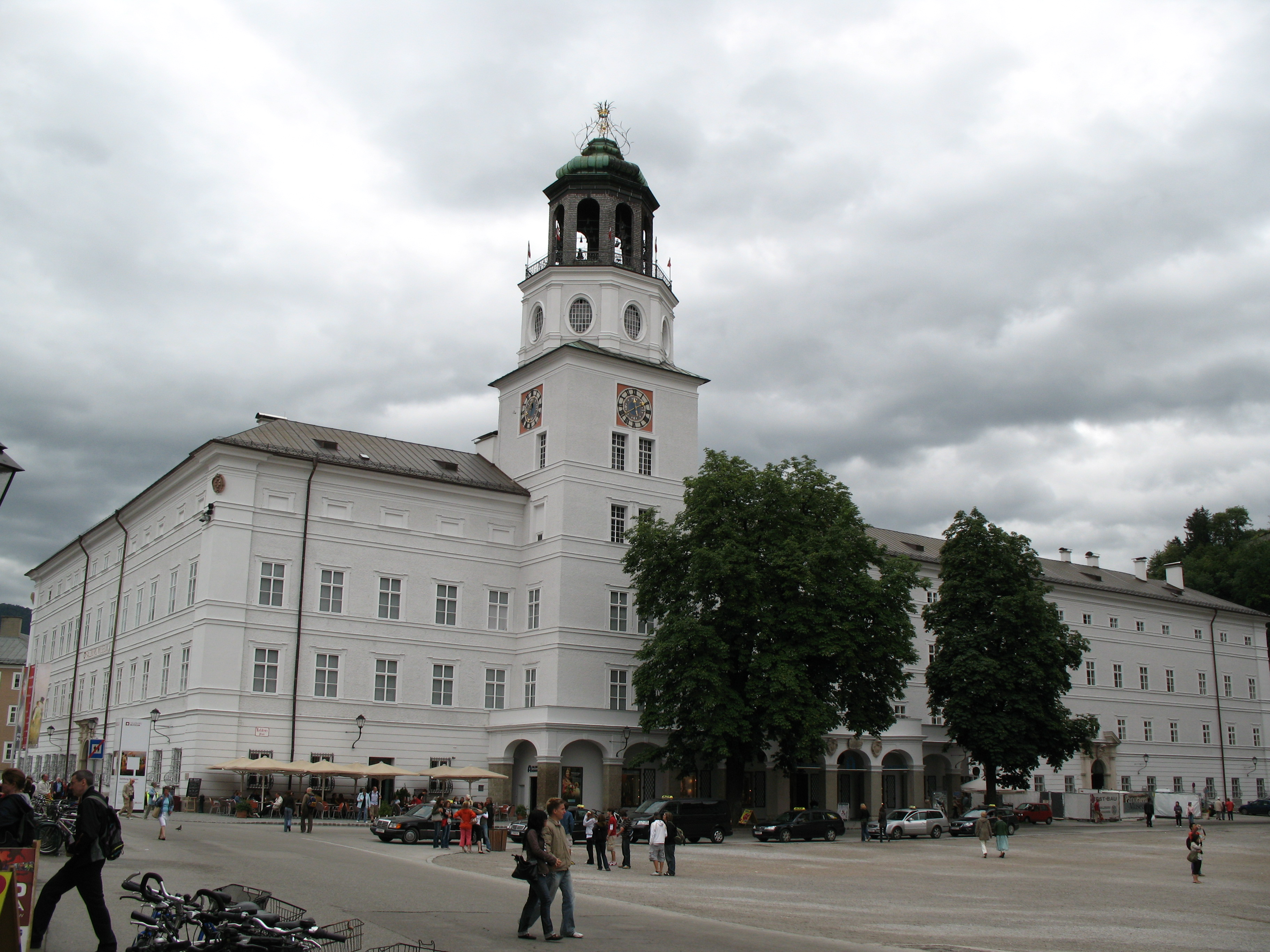
Az új rezidencia (1602)
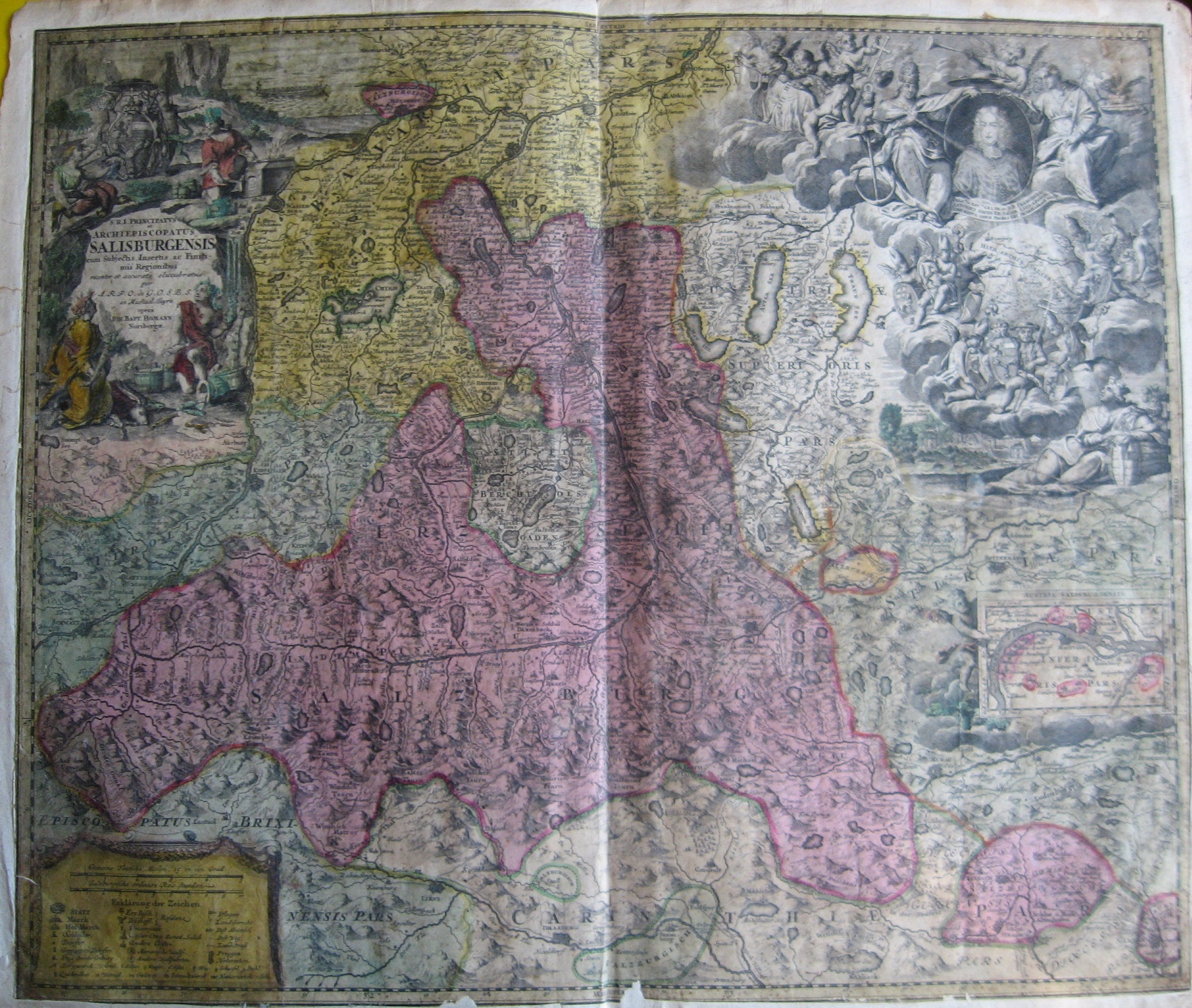
Erzstift Salzburg, 1715 k. (Johann Baptist Homann)